# Luxton Lake
Luxton Lake är en sjö i Kanada.   Den ligger i provinsen Nova Scotia, i den sydöstra delen av landet, 800 km öster om huvudstaden Ottawa. Luxton Lake ligger 140 meter över havet. Arean är 0,66 kvadratkilometer. Den sträcker sig 1,2 kilometer i nord-sydlig riktning, och 1,0 kilometer i öst-västlig riktning.
I omgivningarna runt Luxton Lake växer i huvudsak blandskog. Runt Luxton Lake är det mycket glesbefolkat, med 3 invånare per kvadratkilometer.